# Ficus gratiosa
Ficus gratiosa är en mullbärsväxtart som beskrevs av Edred John Henry Corner. Ficus gratiosa ingår i släktet fikonsläktet, och familjen mullbärsväxter. Inga underarter finns listade i Catalogue of Life.